# يوجين رايت
يوجين رايت (بالإنجليزية: Eugene Wright)‏ هو عازف جاز أمريكي، ولد في 29 مايو 1923 في شيكاغو في الولايات المتحدة.

## وصلات خارجية
- يوجين رايت على موقع IMDb (الإنجليزية)
- يوجين رايت على موقع ميوزك برينز (الإنجليزية)
- يوجين رايت على موقع أول ميوزيك (الإنجليزية)
- يوجين رايت على موقع ديسكوغز (الإنجليزية)